# Volpe d'Argento
Volpe d'Argento (Silver Fox), il cui vero nome è Kayla Silverfox, è un personaggio dei fumetti Marvel Comics, creato da Chris Claremont (testi) e John Buscema (disegni). La sua prima apparizione è in Wolverine (seconda serie) n. 10, dell'agosto 1989.

## Biografia del personaggio
Volpe d'Argento è una mutante nativa americana, appartenente alla tribù dei Piedi Neri. Nei primi anni del XX secolo conobbe il giovane Logan e si innamorò di lui. I due vissero insieme per un breve periodo in una remota baita sulle Montagne Rocciose canadesi, fino al giorno in cui Sabretooth assalì e violentò la giovane, lasciandola apparentemente morta. Logan allora affrontò Sabretooth per vendicare l'amata, ma fu sconfitto e abbandonò la zona in cui i due avevano vissuto, convinto che Volpe d'Argento fosse morta.
In epoca moderna Volpe d'Argento diviene un membro di Arma X, assieme a Logan, ora conosciuto come Wolverine, e a Sabretooth, anche se, a causa delle alterazioni della memoria a cui erano sottoposti tutti i membri del progetto, non è chiaro quanto i tre ricordino degli eventi precedenti. In questo periodo Volpe d'Argento tradisce i suoi nuovi compagni, apparentemente uccide il professore a capo del progetto e infine entra a far parte del gruppo terroristico conosciuto come HYDRA.
Successivamente, per ragioni non chiare, Volpe d'Argento si allea con Matsu'o Tsurayaba e il gruppo ninja della Mano, che a loro volta lavorano per il potente Clan Yashida. In questo periodo assolda il killer giapponese Reiko perché avveleni la donna amata da Wolverine, Mariko Yashida. Infine, quando uno degli ex-membri di Arma X, Mastodon, muore in seguito a un invecchiamento accelerato, la mutante canadese si riunisce con Wolverine, Sabretooth e gli altri ex compagni per cercare risposte sugli esperimenti di cui tutti loro sono stati vittime. Nel corso di questa ricerca Volpe d'Argento viene brutalmente assassinata da Sabretooth, e Wolverine torna sui monti dell'Alberta per seppellire l'ex amata vicino al luogo in cui i due avevano vissuto un secolo prima.

## Poteri e abilità
Sebbene Volpe d'Argento venga indicata come mutante, il suo potere originario non è stato rivelato. Quando partecipa al progetto Arma X riceve tuttavia un trattamento che le consente di rallentare l'invecchiamento, e di mantenere il suo aspetto inalterato attraverso gli anni. Le viene inoltre conferito un fattore di guarigione, probabilmente derivante da quello di Wolverine, anche se esso non è abbastanza potente da permetterle di sopravvivere alle gravi ferite inflittele da Sabretooth. È inoltre un'esperta combattente corpo a corpo e nel corso della sua vita impara ad usare parecchie armi.

## Altri media
Kayla Silverfox appare nella pellicola del 2009 diretta da Gavin Hood X-Men le origini - Wolverine, interpretata da Lynn Collins. Il personaggio cinematografico, tuttavia, differisce sensibilmente da quello originario: la Volpe d'Argento del film possiede il potere di controllare la volontà altrui attraverso il tocco, anche se sembra che Sabretooth e lo stesso Wolverine, a causa del loro fattore di guarigione, siano immuni a questo potere. Il suo intento iniziale è quello di far innamorare di lei il mutante canadese attraverso il suo potere, ma il sentimento che i due infine provano appare essere sincero e reciproco. Kayla nel film è inoltre responsabile della scelta del nome di battaglia di Wolverine, e, diversamente dai fumetti, identifica Emma Frost (che nella pellicola è chiamata soltanto Emma) come sua sorella.